# Marvila (Santarém)
Marvila is een plaats (freguesia) in de Portugese gemeente Santarém en telt 9584 inwoners (2001).